# Danse historique
 (janvier 2025).
Les danses historiques (à ne pas confondre avec l'histoire de la danse) constituent une collecte et une reconstitution de l'ensemble du patrimoine chorégraphique depuis le Moyen Âge jusqu'à la Seconde Guerre mondiale.

## Définition
La danse historique se définit comme l'ensemble des danses transmises par tradition écrite. Elle est reconnue au sein de la Fédération française de danse (FFD).
La danse historique se réalise dans le bal de société et est indissociable :
- du costume ;
- de la musique ;
- de son maintien et du savoir-être ;
- de son lieu et de son environnement.

Tout cela dans l’esprit d’une période reconstituée.
Par ailleurs, afin de faciliter l’accès de la discipline à tous les publics et son exécution, les critères tels que le costume, la musique, le maintien et le lieu pourront être modulés.

## Les différents courants de la danse historique
La danse historique regroupe tous les courants de danse ayant eu cours du Moyen Âge à la Seconde Guerre mondiale.
Cette discipline se base sur les descriptions écrites des maîtres à danser. La première connue et identifiée étant en France l'Orchésographie de Thoinot Arbeau, privilège datée du 22 novembre 1589. Dans le monde, la première connue et identifiée est en 1463 : « De Pratica seu arte tripudi vulgare opusculum », de Guglielmo Ebreo da Pesaro, et « Nobilta di Dame », de Fabrizio Caroso da Sermoneta, puis « Le Grazie d’Amore », de Cesare Negri.
Les courants représentés sont :
- la danse médiévale
- la danse de la Renaissance
- la danse baroque
- l'époque Rococo ;
- l'époque du Ier Empire ;
- l'époque de la Restauration ;
- l'époque du Second Empire ;
- l'époque de la IIIe République ;
- l'époque « Belle Époque » ;
- l'époque 1910 ;
- l'époque des Années folles ;
- l'époque 1930-1945.

Des traits communs à tous les courants de la danse historique sont remarquables :
- la danse est principalement orientée vers le bal, que ce dernier soit de cour, mondain, bourgeois, de corporation, de barrière...
- la danse est souvent constituée d'un enchaînement connu de pas que tous les couples peuvent exécuter simultanément (valse, bourrée...) ou successivement (contredanse, quadrille...).
- la danse prend son essence par le bal ou dans la danse de groupe.

## Les pratiques de la danse historique
La danse historique se décline sous toutes les formes :
- danse de bal ;
- danse d’animation ;
- danse de spectacle ;
- danse de tous niveaux (de très simple à très avancé) ;
- danse pour les cours ;
- concours et championnats.

Les danses que l'on reconstituent en danse historique ont été pratiquées avec le bal pour finalité.

## Création et reconstitution
Les danses, à base de danse de couples fermés, sont principalement des créations et doivent être constituées de « pas » identifiés, et doivent être également historiquement justifiées.
Quasiment aucune danse de couple chorégraphiée n’est intégralement d’époque.
Les danses de groupe sont, quant à elles, généralement des reconstitutions ou bien des interprétations de chorégraphies tracées.

## Le répertoire et la nouveauté en danse historique
Le répertoire de la danse classique se compose à la fois de danses reconstituées et de danses nouvelles.
La nouveauté, en danse historique, se réfère à l’ensemble de sources historiques définies, dans l’esprit de l’époque choisie, et en parfaite adéquation avec la musique, le costume, l’attitude et le pas. Ces nouvelles danses peuvent inclurent quelques éléments du ballet classique et de danse folklorique.
En compétition, cette danse nouvelle doit être motivée par un document écrit par le compétiteur justifiant ses choix, et celui-ci doit être connu des juges.

## L'impact du costume
Le costume historique est un facteur prépondérant de l’exécution d’une danse. Il la conforme.
La danse est indissociable de son costume.

## Historique

### De l'oubli à la résurgence
La danse historique comme activité sociale de danse et de bal disparaît à la fin de la première moitié du XXe siècle. La Seconde Guerre mondiale et l'interdiction du régime de Vichy d'organiser des bals indiqueront la fin de la danse historique malgré la survivance des bals clandestins. Le président de la République René Coty maintiendra encore le quadrille français comme danse officielle de la présidence, que le général de Gaulle, qui n'aimait pas danser, abandonnera définitivement.
Si de très nombreux manuels de danses reprenaient succinctement les « danses anciennes », la mise en valeur de la danse comme patrimoine n’a vraiment commencé que dans la deuxième moitié du XXe siècle, notamment par les actions de collectage non seulement dans le domaine de la danse dite folklorique, mais également dans celui de la danse de bal.
La première approche fut celle des danses folkloriques et traditionnelles :
- Monique Decitre a publié dès 1945 un premier recueil dénommé Dansez la France, avant de s'intéresser aux danses de cour de la Renaissance. Elle crée en 1960 l'association « La Lionnaise » avec plus de 50 danseurs, musiciens et chanteurs, qui interprétaient les danses et chansons populaires et les danses de cours de la Renaissance (en partant de l'Orchésographie publiée en 1588-1589 par Thoinot Arbeau), aux contredanses en passant par les danses de batellerie. Les premières représentations débutèrent au tout début des années 1960 avec quelques tournées en Europe, puis au Canada en 1967 où le groupe représenta la danse traditionnelle française pendant l'exposition internationale de Montréal. Le groupe continua ses tournées annuelles jusqu'au début des années 1980.
- Hélène et Jean-Michel Guilcher menèrent, de 1945 à 1960, une prospection sur la danse en Bretagne qui aboutit aux deux thèses de doctorat de Jean-Marie Guicher, La Tradition populaire de danse en Basse-Bretagne et en 1963 La Contredanse et les renouvellements de la danse française.

Il faudra attendre Alain Riou et Yvonne Vart, danseurs de l'association « La Lionnaise » de Monique Decitre, pour que la danse historique, comme danse transmise par tradition écrite, commence à voir le jour. S'intéressant au répertoire des XVIIIe et XIXe siècles, ils créent en 1986 un groupe de recherche en danses et contredanses, déclaré en association « Révérences » en 1988 ; l’article 2 des statuts de cette association des statuts précisait le but comme celui de « ressusciter et de maintenir les danses anciennes, particulièrement les danses de bal, et par là combler les lacunes de la connaissance historique d’un aspect de nos sociétés ».
L'approche fut de rechercher, principalement à la Bibliothèque nationale de France, des contredanses publiées à la fin du XVIIIe siècle et au début du XIXe, en les confrontant à l'analyse les traités des maîtres de danse, des journaux, mémoires, romans et autres textes d'époque.
En 1988, Michelle Nadal, officier des Arts et des Lettres, danseuse professionnelle et présidente de l’association « Arts et Mouvement », spécialisée dans la recherche en danses de société du XIXe siècle et début du XXe, co-animera avec « Révérences » le premier bal XIXe siècle de la Préfecture de la biennale de la danse de Lyon.
En 1989, Thierry Frippiat, Alain Riou et Yvonne Vart fondent l’association « Carnet de bals » à Paris avec, pour but, de recréer le bal, d'enseigner, de diffuser et de promouvoir la Danse historique. Toutes les associations de danse historique créées depuis s'inspirent de l'enseignement et du fonctionnement de cette association.

### La reconnaissance sportive et internationale
Dans toute la France, des associations de danse historique voient le jour et contribuent à faire vivre ce patrimoine.
En 2013, la Fédération française de danse (FFD) reconnaît officiellement la discipline « danse historique », la soulignant ainsi :
- comme activité sportive ;
- comme activité de cohésion sociale ;
- comme activité de conservation du patrimoine.

Depuis 2013, un championnat de France de danse historique existe.
En 2018, des clubs italiens , et tout particulièrement Harmonia Suave à Palerme, Roma Ottocento à Rome et Venezia Ottocento à Venise ont lancé une démarche de reconnaissance en Italie de la discipline danse historique, ce qui a conduit au premier Championnat d'Italie de Danse historique à Paris le 29 juin 2019. Le vainqueur remporte l'organisation du championnat en Italie, qui devait se tenir en mars 2020 à Rome.

## Structuration

### Organisation
Au sein de la Fédération française de danse, la discipline « danse historique » se décline comme suit :
Les coordinateurs nationaux
- 2013- : Arnaud de Gioanni (créateur de la discipline)

Les directeurs techniques
- 2013- : Alexandre Emard.

### Le corps arbitral
Les juges
Depuis 2014, la discipline danse historique se dote d'un corps arbitral afin de répondre au besoin des compétitions :
- Barbara Andasse (2014-)
- Alexandre Emard (2014-)
- Arnaud de Gioanni (2014-)
- Yves Girard (2014-)
- Célia Godo (2014-)
- Céline Perron d'Arc (2014-)
- Elisabeth Remi-Schwartz (2019-)
- Claudine Tavarès (2014-)
- Michel Chevalier (2014-2019)

Les connaissances fondamentales pour devenir juge
Les juges de danse historique ont des connaissances dans les domaines suivants :
- Connaissance de la FFD.
- Connaissance de la discipline danse historique :
  - son histoire
  - son règlement
  - sa politique.

- Connaissance de l'histoire de la danse :
  - les courants
  - les us et coutumes de chaque époque.

- Connaissance de la musique :
  - Style
  - Rythmique
  - Histoire de la musique.

- Connaissance de la mode :
  - histoire du costume.

Les qualités d'un juge de danse historique
Les juges de danse historique sont ouverts à l’étude de nouveaux traités, de nouveaux courants, de nouvelles interprétations et de nouvelles adaptations.
Les juges de danse historique sont, par essence, des juges généralistes, formés régulièrement aux différents courants et des avancées des recherches de reconstitution.

### Les structures
Liste non exhaustive des structures en danse historique :
En France
- Carnet de bals (Paris) dirigé par Arnaud de Gioanni
- Le Ballet Impérial (Paris) dirigé par Alexandre Cauet
- Révérences (Caluire et Cuire) dirigé par Yvonne Vart
- Ballades courtisanes (Caen)
- Le Quadrille phocéen (Marseille)
- Bourges XIXe siècle (Bourges)
- Le Quadrille du Val d'Amour (Mont-sous-Vaudrey)

À l'étranger
- Stanford University's Dance Division (Université Stanford), dirigé par Richard Powers (en)
- Dvorana (Prague)
- Trianon (Moscou)
- Danses & Cie (Tournai)
- The Quadrille Club (Londres), dirigé par Ellis Rogers
- Harmonia Suave (Palerme)
- Venezia Ottocento (Venise)
- Roma Ottocento (Rome)
- Association Les Fêtes costumées (Genève)

## Pratique sportive de la danse historique

### Règlement technique
Afin de conserver ses spécificités issues du bal, une réglementation propre à la discipline "Danse historique" a été mise en place par la Fédération française de danse.
Les catégories
Les épreuves des championnats de danse historique se regroupent en trois catégories :
- une catégorie "imposée". Elle consiste à l'exécution d'un danse désignée lors de l'organisation du championnat. Une tenue correcte non-historique est exigée pour l'épreuve imposée. La note attribuée à chaque danseur est la note attribuée à l'ensemble ayant exécuté la chorégraphie imposée.
- une catégorie "danse de couple". Les couples désireux de concourir dans cette épreuve peuvent présenter n'importe quelle chorégraphie de couple, tant que cette dernière est motivée par une FPI (Feuille de Programme Individuelle). La FPI doit justifier les choix de reconstitution, de la chorégraphie présentée, des costumes choisis et des difficultés techniques exécutées. La note attribuée à chaque danseur est la note attribuée au couple ayant exécuté la danse de couple.
- une catégorie "danse de groupe". Les groupes désireux de concourir dans cette épreuve peuvent présenter n'importe quelle chorégraphie de groupe, tant que cette dernière est motivée par une FPI (Feuille de Programme Individuelle). La FPI doit justifier les choix de reconstitution, de la chorégraphie présentée, des costumes choisis et des difficultés techniques exécutées. La note attribuée à chaque danseur est la note attribuée au groupe ayant exécuté la danse de groupe.

Les compétiteurs peuvent s'inscrire dans une, plusieurs, ou toutes les catégories.
Une ou un compétiteur peut s'inscrire plusieurs fois dans une même catégorie avec des partenaires différents.
Le podium du championnat est calculé sur les moyennes des trois catégories.
Les séries
En dehors du classement général (or, argent et bronze), le classement des athlètes s'effectuent sur plusieurs séries :
- Série 5 : les athlètes de moins de 20 ans.
- Série 4 : les athlètes de plus de 60 ans. Cette série donne accès à un titre de Champion de France depuis 2018. Si cette série ne compte qu'un seul couple en compétition, elle est regroupée à la série 3 le temps de la durée du championnat.
- Série 3 : les athlètes de plus de 20 ans et de moins de 60, n'ayant jamais remporté un championnat.
- Série 2 : les athlètes ayant remporté au moins une fois un championnat de série 3.
- Série 1 : les athlètes ayant remporté au moins 3 fois un championnat de série 2. Cette série donne accès à un titre de Champion de France. Si cette série ne compte qu'un seul couple en compétition, elle est regroupée à la série 2 le temps de la durée du championnat.

### Liste des champions de danse historique
Les éditions 2020 et 2021 ont été annulées à cause du Covid.

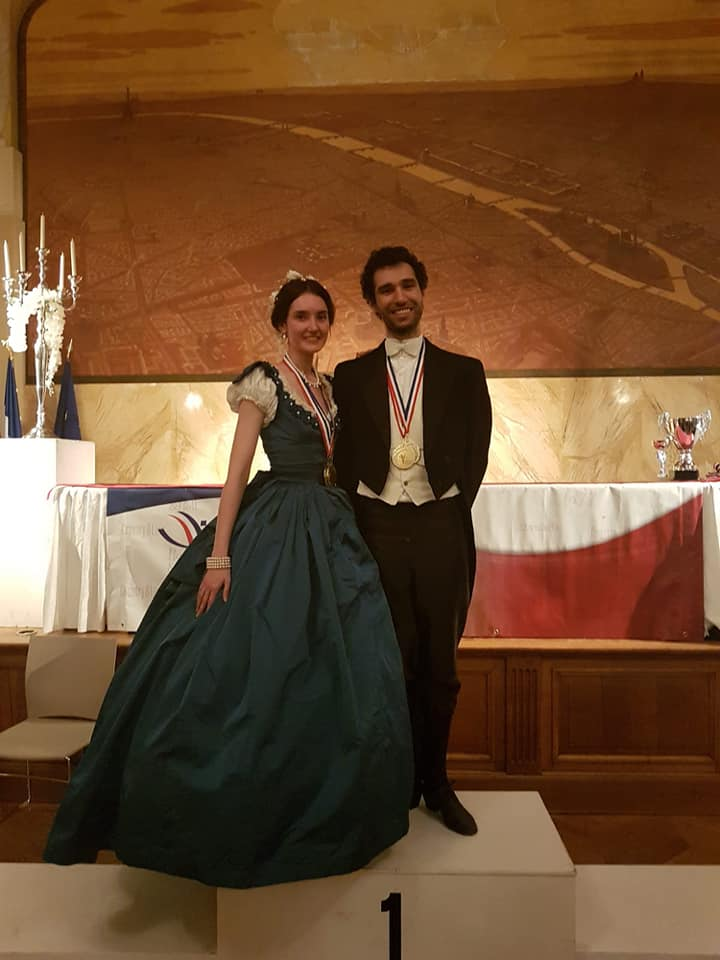
Lisa Miozzo et Lucas Maoui au Championnat de France 2019.

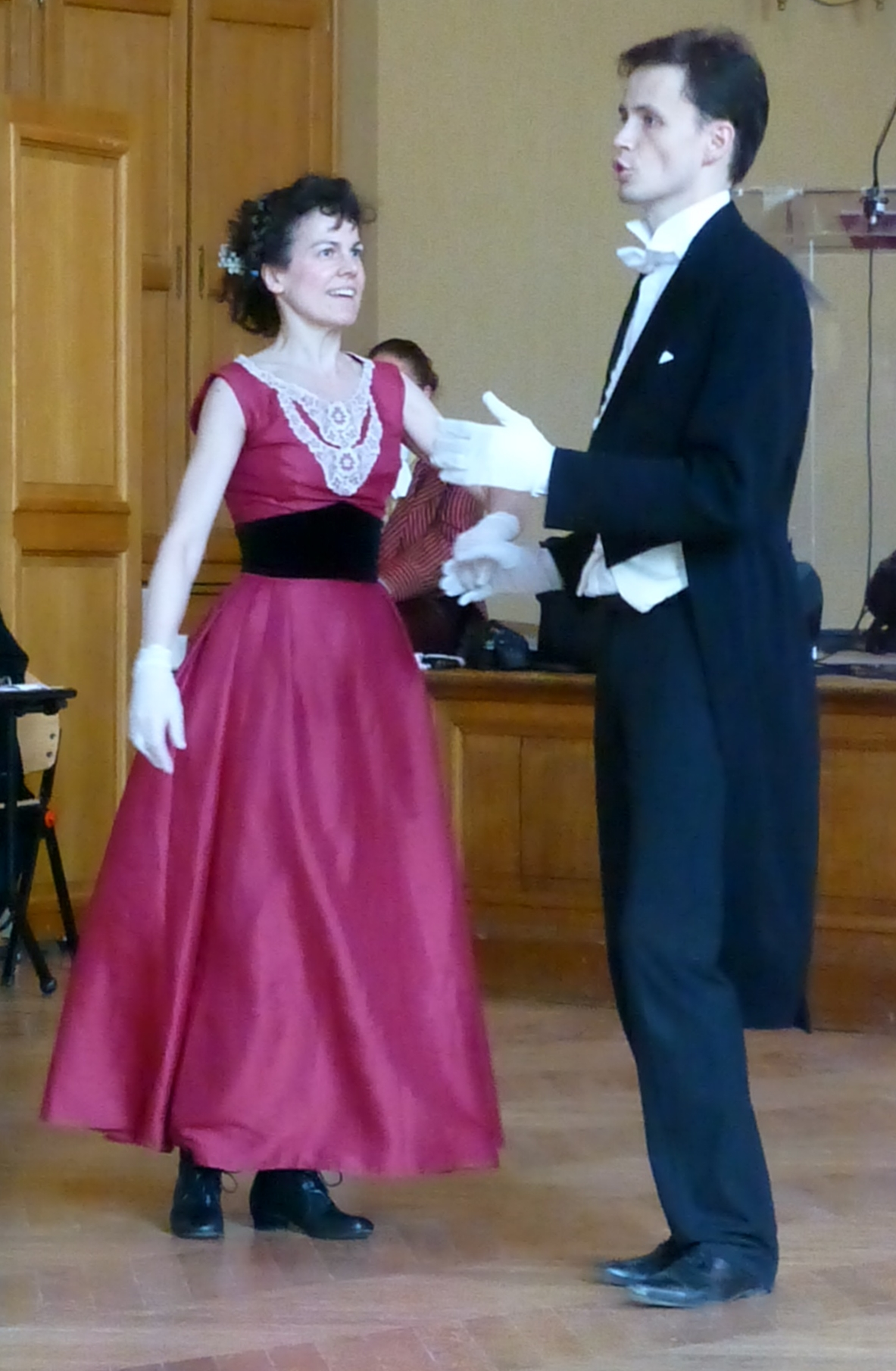
Laurence Boudet-Garril et Eric Burté au Championnat de France 2013.

| Année | Champions de France (S1)            | Champions de France (S2)           | Champions de France (S3)               | Champions de France (S4)                     | Champions de France (S5)    | Champions d'Italie (S1,2,3) | Champions d'Italie (S4)      | Champions d'Europe (S2)                  | Champions d'Europe (S3)                  | Champions d'Europe (S4)       |
| 2025  | Marina Grinstein - Yves Girard      | Andréa Blanchet - Stéphane Rouelle | Bénédicte Soquet - Alexandre Emard     | Alessandra Miranda Pacini - Stéphane Rouelle | Elina Allibert - Alan Abath |                             |                              |                                          |                                          |                               |
| 2024  | Marina Grinstein - Yves Girard      |                                    | Julie de Kervenaoël - Stéphane Rouelle |                                              |                             |                             |                              |                                          |                                          |                               |
| 2023  |                                     |                                    |                                        |                                              |                             |                             |                              |                                          |                                          |                               |
| 2022  | Marine Grinstein - Yves Girard      |                                    |                                        | Andréa Blanchet - Joffrey Tarrade            |                             |                             |                              |                                          |                                          |                               |
| 2019  | Lisa Miozzo - Lucas Maoui           |                                    |                                        | Nina Dang - Ba Dang                          |                             | Giulia Reffo - Demis Marin  | Bianca Cori - Guido Savarise | Lisa Miozzo (FR) - Lucas Maoui (FR)      | Madia Charlier (FR) - Benoît Habert (FR) | Nina Dang (FR) - Ba Dang (FR) |
| 2018  | Christine de Gioanni - Eric Burté   |                                    |                                        | Mireille Mabillat - Roger Mabillat           |                             | non créé                    | non créé                     | Marina Grinstein (FR) - Yves Girard (FR) | non créé                                 | non créé                      |
| 2017  | Olivia Wély - Jean-Guillaume Bart   |                                    |                                        |                                              |                             | non créé                    |                              |                                          | non créé                                 |                               |
| 2016  | Olivia Wély - Jean-Guillaume Bart   |                                    |                                        |                                              |                             |                             |                              |                                          |                                          |                               |
| 2015  | Olivia Wély - Jean-Guillaume Bart   |                                    |                                        |                                              |                             |                             |                              |                                          |                                          |                               |
| 2014  | Olivia Wély - Mike Gilavert         |                                    |                                        |                                              |                             |                             |                              |                                          |                                          |                               |
| 2013  | Laurence Boudet-Garril - Eric Burté |                                    |                                        |                                              |                             |                             |                              |                                          |                                          |                               |
| ----- | ----------------------------------- | ---------------------------------- | -------------------------------------- | -------------------------------------------- | --------------------------- | --------------------------- | ---------------------------- | ---------------------------------------- | ---------------------------------------- | ----------------------------- |

### Ouvrages historiques et traités de danse
- La Cuisse, Le Répertoire des bals : Théorie pratique des contredanses, Paris, Cailleau, 1762.
- Brunet, Théorie pratique du danseur de société, Paris, 1839.
- Cellarius, La Danse des salons, Paris, 1847.
- Le Monde illustré, Musée des Théâtres - Le Quadrille du Prince impérial, Paris, 18 décembre 1858.
- Eugène Giraudet, La Danse, la tenue, le maintien, l’hygiène & l’éducation, Paris, s.d. [1897].
- Eugène Giraudet, Méthode moderne de danse et d'éducation. Tenue, maintien, callisthénie, usage et coutumes, cotillon, jeux de société, Paris, Société de la Gaieté française, s.d.
- Eugène Giraudet, Traité de la danse, tome II. Grammaire de la danse et du bon ton, Paris, 1900.
- Frédéric Masson, Les Quadrilles à la cour de Napoléon Ier, Paris, 1904.

### Ouvrages modernes
- Jean-Michel Guilcher, La Contredanse. Un tournant dans l’histoire française de la danse., Paris, Centre national de la danse et Éditions Complexe, coll. « Territoires de la danse », 2004 (1re éd. 1969), 240 p. (ISBN 978-2-87027-986-1, lire en ligne).
- Simonne Voyer, La Danse traditionnelle dans l'Est du Canada : Quadrilles et cotillons, Québec, Presses de l'Université Laval, coll. « Ethnologie de l'Amérique française », 1986, 509 p. (ISBN 2-7637-7001-0, lire en ligne).
- (en) Ellis Rogers, The Quadrille, a practical guide to its origin, development and performance, C & E Rogers, 2003, 276 p. (ISBN 978-0-9546344-0-7).* M.Decitre, Dansez la France.Paris éditions Dumas 1945 ref éditeur 2045
- M. Decitre, La Lionnaise, cinq siècles de danses, édition Lyon artistique, 1970
- M. Decitre, Fêtes et chansons historiques et politiques, éditions Lugd, 1991  (ISBN 2-910979-21-0)
- A. Riou, Y. Vart et le groupe Révérences, Principes d'Allemandes par Mr Dubois de l'Opéra, étude critique et structurale, fac-similé et retranscription, reconstitution, Lyon, 1991.